# Stieklanucha
Stieklanucha (ros. Стеклянуха) – wieś (sieło) w Rosji, w Kraju Nadmorskim, w rejonie szkotowskim. W 2010 liczyła 290 mieszkańców.